# Ermita de San Pascual Bailón (Blancas)
La ermita de San Pascual Bailón es una ermita situada a las afueras de la localidad turolense de Blancas (España). Está dedicada a San Pascual Baylón. Fue construido en 1737.
Se trata de una ermita barroca de mampostería y cantería de planta cuadrada y una sola nave, con cubierta de bóveda de arista, con cubierta a cuatro aguas en el exterior. La portada está adintelada.
En el interior se conservan varios cuadros: uno de gran tamaño que muestra a San Pascual Baylón adorando la Eucaristía, y otros de pequeño tamaño muestran a San José, San Francisco, la Sagrada Familia, la Virgen de los Desamparados y Santa Lucía. También se conserva una Sagrada Familia del siglo XVI y de escuela flamenca.